# Паловеере (Вастселійна)
Паловеере (ест. Paloveere) — село в Естонії, входить до складу волості Вастселійна, повіту Вирумаа.